# Campomanesia lineatifolia
Campomanesia lineatifolia är en myrtenväxtart som beskrevs av Hipólito Ruiz López och Pav.. Campomanesia lineatifolia ingår i släktet Campomanesia och familjen myrtenväxter. Inga underarter finns listade i Catalogue of Life.

## Bildgalleri

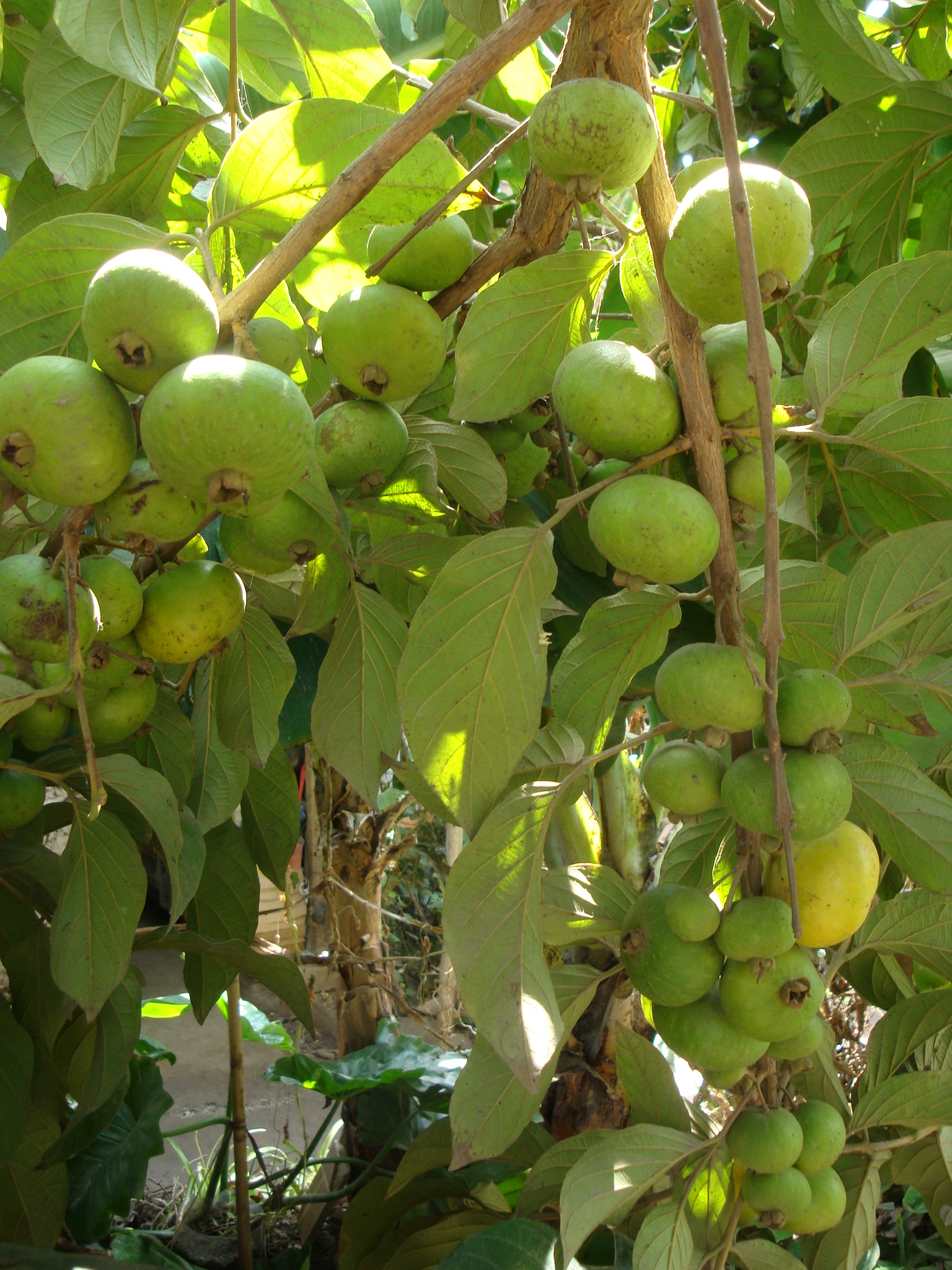